# Los Vaguens
Los Vaguens son un grupo de rock formado en Acapulco, Guerrero en el año 2016.

## Historia
Los Vaguens es una banda mexicana de Balada Rock originaria de Acapulco, Guerrero, formada en 2016. Su estilo musical se caracteriza por llevar el mar a tus oídos fusionando sonidos retro inspirados en décadas como los años 60 y 70, con géneros que incluyen la balada, rock, psicodelia, bolero, música disco, combinados con elementos contemporáneos.
El grupo comenzó su trayectoria al ganar una competencia nacional de bandas organizada por “Guerra de Bandas”, en la que participaron más de 1,600 agrupaciones. Este reconocimiento les permitió grabar su primer EP, Santa Lucía, y presentarse en el Plaza Condesa. En 2017 lanzaron su segundo EP titulado Bestiario de Santa Lucía, con el que iniciaron una gira por diversos municipios del estado de Guerrero y foros de la Ciudad de México.
En 2020 lanzaron su primer álbum de larga duración, Hotel Acapulco, consolidándose como una de las propuestas musicales más representativas de su estado natal. En 2022, varias de sus canciones fueron sincronizadas en producciones de plataformas como Netflix, HBO Max, Apple TV y Prime Video, incluyendo temas como “Los Amantes”, “Acapulco” y “Monserrat”.
Durante 2023 y 2024 continuaron lanzando sencillos y realizaron presentaciones en diferentes ciudades del país, además de participar en diversos festivales. En 2024 publicaron un concierto especial grabado a bordo de un yate en la bahía de Acapulco, titulado Live from Aca Rey.
En 2025, la banda emprendió una gira nacional por más de 12 ciudades y lanzó su segundo álbum de estudio, Club de Oro, con el cual lograron sold out consecutivo en el Foro Indie Rocks. Actualmente cuentan con más de 80,000 oyentes mensuales en Spotify, y varios de sus sencillos superan el millón de reproducciones.
La banda ha sido telonera de actos como Lost Acapulco, División Minúscula, La Gusana Ciega y Tessa Ia, y continúa consolidando su presencia en la escena nacional e internacional.
Actualmente es el grupo de rock más importante del Estado de Guerrero.

## Discografía

### Álbumes De Estudio
- Hotel Acapulco (2020)
- Club de oro (2025)

### Álbumes En Vivo
- Live From Aca Rey (2023)

### EP
- Santa Lucía (2017)
- Bestiario De Santa Lucía (2017)

### Sencillos
- Lunares (2018)
- Tropicaria (2018)
- Ya No Hay Jardín (2021)
- Los Amantes (2021)
- Las Rosas (2022)
- Ausencia (2022)
- Tropical y Tristeza (2023)
- Teresitas (2023)
- Porvenir (2023)
- Encadenado (2023)
- Fantasías (2024)
- Randiante (2024)
- Entre Flores (2024)
- Extraños (2025)

## Videografía

### Videos musicales
| Año  | Canción               | Otro Artista | Álbum             |
| ---- | --------------------- | ------------ | ----------------- |
| 2019 | «Tropicaria»          | Ninguno      | Sin álbum         |
| 2019 | «Zombies en Caleta»   | Ninguno      | Sin álbum         |
| 2020 | «Vaguenmóvil»         | Ninguno      | Hotel Acapulco    |
| 2021 | «Ya No Hay Jardín»    | Ninguno      | Sin álbum         |
| 2021 | «Los Amantes»         | Ninguno      | Sin álbum         |
| 2022 | «Tropical y Tristeza» | Ninguno      | Sin álbum         |
| 2022 | «Colt Clayton John»   | Ninguno      | Sin álbum         |
| 2022 | «Las Rosas»           | Ninguno      | Sin álbum         |
| 2023 | «Teresitas»           | Vidauri      | Sin álbum         |
| 2023 | «Encadenado»          | Ninguno      | Sin álbum         |
| 2023 | Live From Aca Rey     | Ninguno      | Live From Aca Rey |
| 2025 | Extraños              | Ninguno      | Club De Oro       |
| 2025 | Mirada Salvaje        | Ninguno      | Club De Oro       |

## Miembros
- Axel Mastache - Voz y bajo (compositor)
- Javier Bennetts - Guitarra líder (compositor y productor)
- Óscar González - Guitarra base y sintetizador
- Esteban Silvar - Batería